# Coelophrys mollis
Coelophrys mollis är en fiskart som beskrevs av Smith och Lewis Radcliffe 1912. Coelophrys mollis ingår i släktet Coelophrys och familjen Ogcocephalidae. Inga underarter finns listade i Catalogue of Life.